# 筒胸竹節蟲屬
筒胸竹節蟲屬，又稱筒胸竹節蟲屬，是竹節蟲科平頭竹節蟲亞科Stephanacridini族的一個屬，其下已有11種物種發表，分布於菲律賓、臺灣蘭嶼與索羅門群島等大洋洲島嶼，模式種為菲律賓的桑切斯氏筒胸竹節蟲。

## 物種
筒胸竹節蟲屬現有11種物種，另外還有2種未正式發表定名的物種，其中7種僅分布於索羅門群島：
- Phasmotaenia australe（瑞典语：Phasmotaenia australe） Günther, 1933：分布於索羅門群島數座島嶼
- 布卡筒胸竹節蟲（英语：Phasmotaenia bukaense） Phasmotaenia bukaense Hennemann & Conle, 2009：分布於索羅門群島的布卡島，得名自布卡島
- Phasmotaenia godeffroyi（瑞典语：Phasmotaenia godeffroyi） (Redtenbacher, 1908)：分布於密克羅尼西亞的波納佩島與楚克群島
- 岡瑟氏筒胸竹節蟲（英语：Phasmotaenia guentheri） Phasmotaenia guentheri Hennemann & Conle, 2009：分布於所羅門群島的馬基拉島，得名自德國昆蟲學家克勞斯·岡瑟（德语：Klaus Günther (Zoologe)）
- Phasmotaenia inermis（瑞典语：Phasmotaenia inermis） (Redtenbacher, 1908)：分布於斐濟維提島
- Phasmotaenia laeviceps（瑞典语：Phasmotaenia laeviceps） (Hennemann & Conle, 2006)：分布於新幾內亞（西巴布亞北部）
- 蘭嶼筒胸竹節蟲 Phasmotaenia lanyuhensis Huang & Brock, 2001：分布於臺灣蘭嶼，得名自蘭嶼
- 索羅門群島筒胸竹節蟲（瑞典语：Phasmotaenia salomonense） Phasmotaenia salomonense Hennemann & Conle, 2009：分布於索羅門群島的聖伊莎貝爾島與布干維爾島，得名自索羅門群島
- 桑切斯氏筒胸竹節蟲（瑞典语：Phasmotaenia sanchezi） Phasmotaenia sanchezi (Bolívar, 1897)：分布於菲律賓呂宋島北部
- Phasmotaenia spinosa（瑞典语：Phasmotaenia spinosa） Hennemann & Conle, 2009：分布於索羅門群島的馬萊塔島
- Phasmotaenia virgea（瑞典语：Phasmotaenia virgea） Hennemann & Conle, 2009：分布於索羅門群島的新喬治亞島
- Phasmotaenia sp. I：分布於菲律賓呂宋島
- Phasmotaenia sp. II：分布於索羅門群島的瓜達康納爾島

## 分類歷史

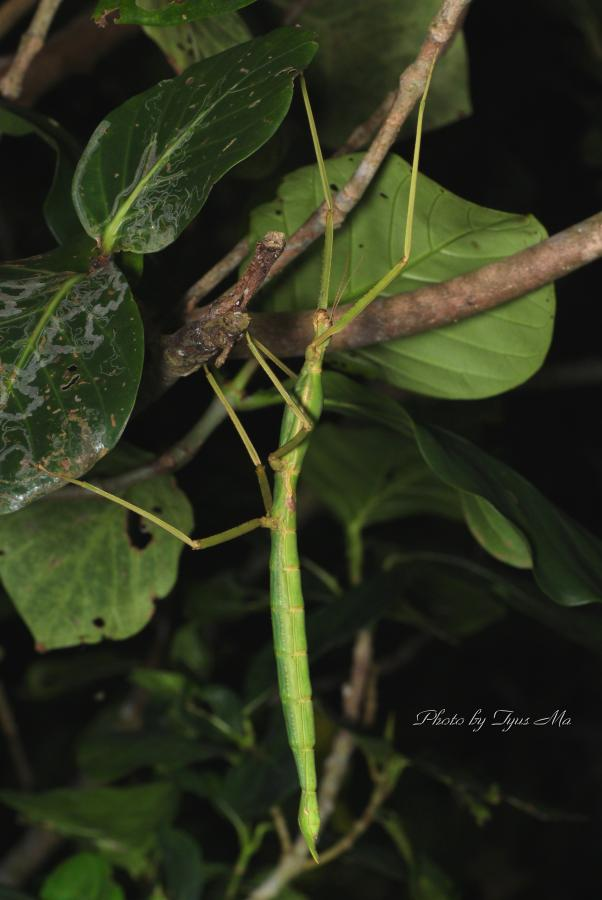
蘭嶼筒胸竹節蟲為本屬分布範圍最北的物種

1897年，西班牙昆蟲學家玻利瓦爾（Ignacio Bolívar）發表菲律賓的新種竹節蟲桑切斯氏筒胸竹節蟲（Taeniosoma sanchezi），將其歸入新屬「Taeniosoma」中，因屬名與一個線蟲的屬重名，1906年他將屬名改為「Taenionema」，但此名又與一個石蠅的屬（Taenionema）重名，1907年西班牙昆蟲學家納瓦斯（Longinos Navás）復將本屬屬名改為現名「Phasmotaenia」。1940年烏瓦羅夫（Boris Uvarov）在不知道納瓦斯改名的情況下又將「Taenionema」改名為「Taeniophasma」，此外岡瑟等學者將本屬屬名誤拼成「Phasmotaenionema」、「Phasmatotaenionema」等，造成文獻中本屬學名的使用狀況混亂。
1933年德國昆蟲學家克勞斯·岡瑟將索羅門群島的新種竹節蟲「Phasmotaenia australe」歸入本屬，但隨即將其改視為「Hermarchus godeffroyi」的異名。2001年臺灣蘭嶼的新種蘭嶼筒胸竹節蟲被歸入本屬中。2009年有學者發表索羅門群島的5種本屬新種，並重新整理分類，確定本屬分布範圍除菲律賓北部與蘭嶼外，還向東南延伸至大片大洋洲的島嶼。

## 特徵
筒胸竹節蟲屬的物種為中型至大型的竹節蟲，雄蟲體長8.16－11.7公分，雌蟲體長12.95－18.9公分（含下生殖板），觸角分為25－32節。竹節蟲目物種一般雄蟲的翅較雌蟲發達，但本屬有些物種為例外，桑切斯氏筒胸竹節蟲與蘭嶼筒胸竹節蟲的雌蟲翅發育程度均較雄蟲完整。本屬物種一般於夜間交配，時長2至3小時；其卵較小（長3.6－4.3毫米），雌蟲產卵數較多，一天可產約15顆卵，終其一生可產上百顆卵。

## 註腳
1. ↑  現在也被歸入本屬中，學名為「Phasmotaenia godeffroyi」[3]。